# 1945
1945（千九百四十五、一九四五、せんきゅうひゃくよんじゅうご）は、自然数また整数において、1944の次で1946の前の数である。

## 性質
- 1945は合成数であり、約数は1, 5, 389, 1945である。
  - 約数の和は2340。
- 562番目の半素数である。1つ前は1943、次は1954。
- 各位の和が19になる95番目の数である。1つ前は1936、次は1954。

## その他 1945 に関連すること
- 西暦1945年
- 1981年に告示された常用漢字表は、全1945字。その後、2010年の改定により、字数は2136字に増加している。
- 『1945』は、The companyによる演劇。1945年の日本が舞台となっている。